# Лијешће (Брод)
Лијешће је насељено мјесто у општини Брод, Република Српска, БиХ. Према прелиминарним подацима пописа становништва 2013. године, у насељу је живјело 1.518 становника.

## Историја
Сматрало се да је у Лијешћу отворена прва сеоска основна школа у Босни. Још 1867. године донели су одлуку мештани да подигну школу. Месна Српска православна црквена скупштина под председништвом Божа Станковића, решила је да се у исто време гради школа и црква у том малом месту. Већ 1869. године завршена је православна црква и извршене су припреме за градњу школске зграде. Дозволу за отварање школе дао је дервентски кадија Идруз Имамовић. Школа је започела свој рад 1870. године, а први учитељ је током следећих пет година био Петар Баркић. Учитељ је добијао 180 ф. годишње плате, стан и огрев. Занимљиво је да су ђаци у прво време (неколико година!) седели на земљаном патосу, док нису набављене скамије. Баркића је наследио нови учитељ Васо Дамјановић, који је остао упамћен као добар певач. Школа није радила између 1896. и 1903. године. Од поновног отварања 1903. године школска зграда је била дигнута на још један спрат и проширена. Постала је од тада четвороразредна српска основна школа.
У међуратном времену у Лијешћу је радила Српска земљорадничка задруга, а активно је деловала Соколска чета са својим секцијама.
Насељу од 1985. године припада и бивше насеље Полој које је укинуто као самостално насеље.
У Лијешћу је рођен Симеон Поповић, владика злетовско-струмички.

## Становништво
| Националност       | 1991.          | 1981.          | 1971.          |
| Срби               | 1.889 (92,96%) | 1.929 (94,74%) | 1.793 (99,06%) |
| Хрвати             | 14 (0,68%)     | 16 (0,78%)     | 10 (0,55%)     |
| Муслимани          | 3 (0,14%)      | 1 (0,04%)      | 0              |
| Југословени        | 109 (5,36%)    | 85 (4,17%)     | 5 (0,27%)      |
| остали и непознато | 17 (0,83%)     | 5 (0,24%)      | 2 (0,11%)      |
| Укупно             | 2.032          | 2.036          | 1.810          |

| Демографија | Демографија | Демографија |
| Година      | Становника  | Становника  |
| ----------- | ----------- | ----------- |
| 1948.       | 1.984       |             |
| 1953.       | 2.008       |             |
| 1961.       | 1.933       |             |
| 1971.       | 2.383       |             |
| 1981.       | 2.140       |             |
| 1991.       | 2.032       |             |
| 2013.       | 1.518       |             |

## Извор
- Књига: „Национални састав становништва — Резултати за Републику по општинама и насељеним мјестима 1991.", статистички билтен бр. 234, Издање Државног завода за статистику Републике Босне и Херцеговине, Сарајево.